# 奧巴河
7°28′26″N 4°08′44″E / 7.473872°N 4.145651°E

奧巴河是尼日利亞的河流，位於該國西南部奧約州和奧孫州，屬於奧孫河的支流，發源自奧博莫紹以北約15公里，河水受嚴重污染，河道上的水庫建於1964年。